# Dawydoffia kalonota
Dawydoffia kalonota är en mångfotingart som beskrevs av Carl Graf Attems 1953. Dawydoffia kalonota ingår i släktet Dawydoffia och familjen Siphonotidae. Inga underarter finns listade i Catalogue of Life.